# Timortaube
Die Timortaube (Turacoena modesta), auch Schwarze Timortaube genannt, ist eine in tropischen Monsunwäldern lebende Taube aus der Gattung der Weißgesichttauben. Die Art wird von der IUCN als potenziell gefährdet (near threatened) eingestuft.

## Erscheinungsbild
Die Timortaube erreicht eine Körperlänge von 40 Zentimetern und ist damit geringfügig kleiner als die Manadotaube, die als weitere Art zu den Weißgesichttauben gehört. Ein Geschlechtsdimorphismus besteht nicht. Von den nahe verwandten Kuckuckstauben unterscheidet sich die Timortaube durch den kompakteren Körperbau, den etwas kürzeren Schwanz, der etwas weniger abgestuft ist und am Ende eher gerundet ausläuft.
Das Gefieder ist durchgehend dunkel Schieferblau. Auf den Flügeln und der Oberseite des Schwanzes ist es fast schwarz. Die Unterseite ist etwas heller. Auf dem Oberkopf, dem Hals, der Brust sowie dem oberen Mantel schimmert das Gefieder leicht grünlich. Das Gesicht und die Kehle ist weiß. Die Iris ist innen gelb und außen rot. Der Augenring ist gelb. Die Füße sind dunkelgrau.

## Verbreitung und Verhalten
Die Timortaube ist eine endemische Art der Inseln Timor und Wetar. Diese Inseln beheimaten mehrere endemische Taubenarten, von denen zwei Arten ähnliche deutsche Bezeichnungen wie die Timortaube aufweisen. Das kleine Zebratäubchen gehört allerdings zu den Indo-australischen Kleintauben und die Grüne Timortaube gehört zu den Grüntauben.
Das Verbreitungsgebiet der Timortaube umfasst in dieser Region 31.300 Quadratkilometer. Der Lebensraum sind Wälder in Höhen zwischen 160 und 1.100 Höhenmetern. Aufgrund des Rückgangs ihres Lebensraums gilt ihr Bestand als gefährdet. Während sie in Osttimor noch weiter verbreitet scheint, ist ihr Bestand in Westtimor rückläufig. Auf der indonesischen Insel Wetar wurde die Timortaube 1990 gesichtet. Anders als die nah verwandten Kuckuckstauben kommt die Timortaube nur selten in kleinen Trupps vor, sondern lebt gewöhnlich einzeln oder in Paaren. Sie halten sich in der mittleren Schicht der Baumkronen auf. Es ist eine sehr unauffällige Taube, die sich meist im Waldinneren aufhält. Wird sie aufgescheucht, fliegt sie nicht sehr weit, sondern sucht in der Nähe den nächsten Ansitz auf.

## Belege